# August Crone-Münzebrock

August Crone-Münzebrock

August Crone-Münzebrock (* 17. Mai 1882 auf Hof Münzebrock; † 17. April 1947 in Osnabrück) war ein deutscher Landwirt und Politiker (Zentrum).

## Leben und Beruf
Sein Vater war der Landwirt und Politiker und Landtagsabgeordnete Hermann Münzebrock, der in den Hof Crone eingeheiratet hatte.
Crone-Münzebrock besuchte von 1889 bis 1893 die Volksschule in Essen und erhielt gleichzeitig Privatunterricht. Ab 1894 ging er auf das private Internat in Fürstenau, besuchte außerdem die Handelsschule in Osnabrück und begann ab 1903 ein Studium der Land- und Volkswirtschaft an den Universitäten Leipzig und Jena. Am 6. Juni 1904 trat er der Katholischen Deutschen Studentenverbindung Sugambria bei. Er beendete sein Studium 1906 mit der Prüfung zum Diplom-Landwirt und promovierte 1907 in Jena zum Dr. phil. Es folgten mehrere Jahre landwirtschaftliche Praxis.
Ab 1906 engagierte sich Crone-Münzebrock in der Bauernbewegung. Seit 1917 gehörte er als geschäftsführendes Mitglied dem Vorstand der Vereinigung der deutschen Bauernvereine an. Des Weiteren war er Präsidialmitglied der Vereinigung der deutschen Bauernvereine, stellvertretender Vorsitzender der Rentenbrief-AG und der Deutschen Bauernbank, Vorstandsvorsitzender des Zentralverbandes der Bauernvereinsorganisationen Deutschlands und Vorstandsmitglied des oldenburgischen Bauernvereins. Crone-Münzebrock war zudem Mitglied der Aufsichtsräte der Bezugsvereinigung der deutschen Landwirte und der Kalibezugsgesellschaft und fungierte als stellvertretender Vorsitzender des Aufsichts- und Verwaltungsrates der deutschen Rentenbank. Er war maßgeblich an der Einführung der Rentenmark beteiligt, die auch seine Unterschrift trug.

## Partei
Crone-Münzebrock schloss sich der Zentrumspartei an und war sowohl Mitglied des Reichsausschusses als auch des preußischen Ausschusses der Partei.

## Abgeordneter
Von 1921 bis 1924 war Crone-Münzebrock Mitglied des Preußischen Landtages. Von Mai 1924 bis November 1933 vertrat er seine Partei im Reichstag.